# Brendan Irvine
Brendan Emmet Irvine (Belfast, Reino Unido, 17 de mayo de 1996) es un deportista irlandés que compitió en boxeo.
En los Juegos Europeos de Bakú 2015 obtuvo una medalla de plata en el peso minimosca. Ganó una medalla de bronce en el Campeonato Europeo de Boxeo Aficionado de 2017, en el peso mosca.

## Palmarés internacional
| Juegos Europeos    | Juegos Europeos   | Juegos Europeos   | Juegos Europeos |
| Año                | Lugar             | Medalla           | Categoría       |
| ------------------ | ----------------- | ----------------- | --------------- |
| 2015               | Bakú (Azerbaiyán) | Medalla de plata  | 49 kg           |
| Campeonato Europeo |                   |                   |                 |
| Año                | Lugar             | Medalla           | Categoría       |
| 2017               | Járkov (Ucrania)  | Medalla de bronce | 52 kg           |